# Józef Karge

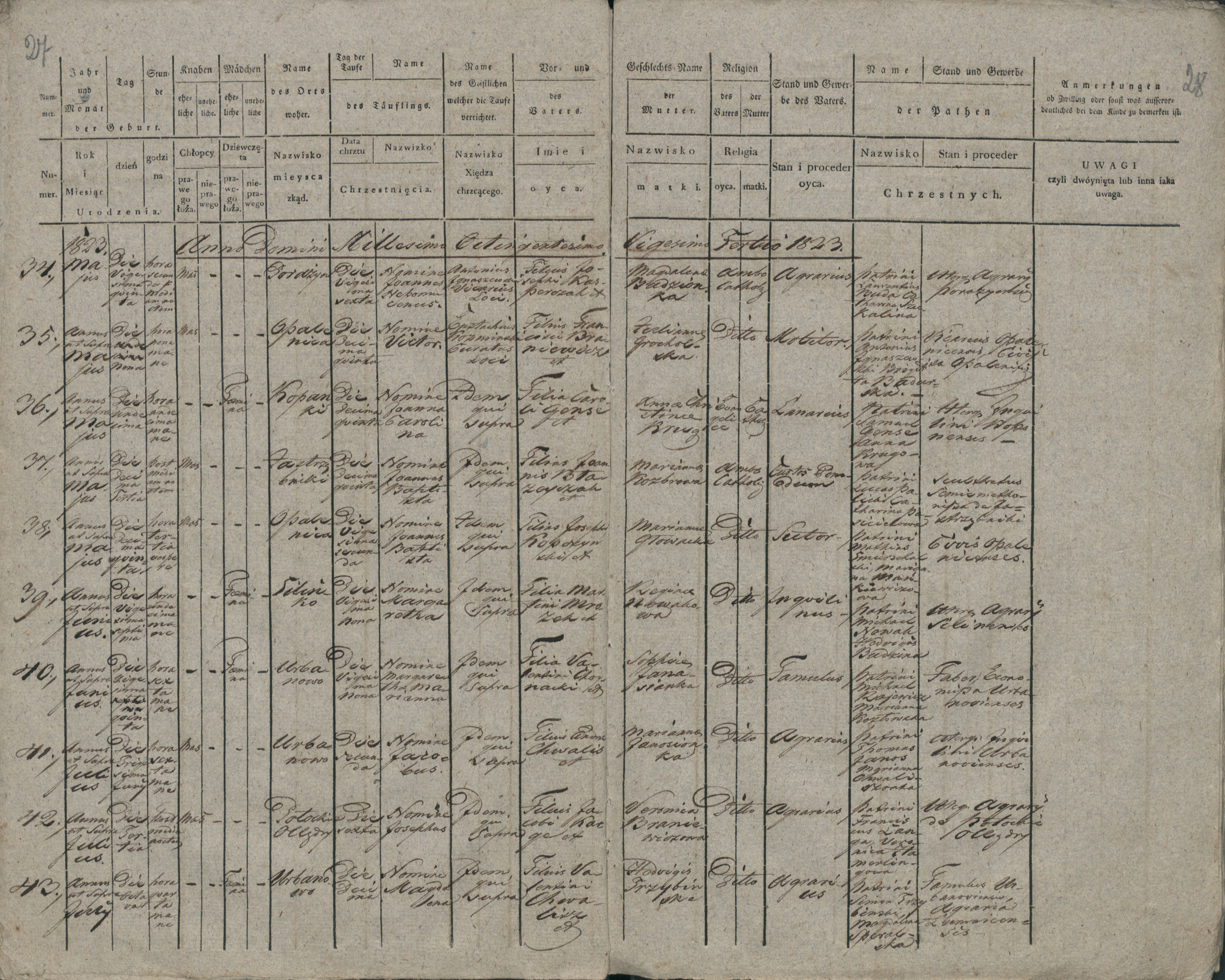
Akt urodzenia Józefa Karge

Józef Karge (ang. Joseph Karge) (ur. 4 lipca 1823 w Olędrach Terespotockich, zm. 27 grudnia 1892 w Nowym Jorku) – amerykański generał pochodzenia polskiego, uczestnik powstania wielkopolskiego 1848 roku oraz wojny secesyjnej.

## Życiorys

### Młodość
Syn Jakuba i Weroniki z d. Braniewicz. Kształcił się w Poznaniu i Berlinie. Był oficerem pruskiej Królewskiej Gwardii Konnej. W 1848 roku zdezerterował z armii pruskiej i wziął udział w powstaniu wielkopolskim, w czasie Wiosny Ludów. Za uczestnictwo w tym zrywie wolnościowym mającym na celu niepodległość Polski został przez pruski sąd skazany na śmierć. Uciekł do Francji, a stamtąd do Anglii. W 1851 roku przyjechał do Nowego Jorku, gdzie zyskał status uchodźcy politycznego, a w 1856 roku został naturalizowany. Do 1861 roku wykładał literaturę klasyczną w Danberry (Connecticut), a następnie języki obce w Nowym Jorku.

### Wojna secesyjna
Po wybuchu wojny secesyjnej wstąpił do armii Unii. Był współorganizatorem oraz jednym z oficerów walczącego po stronie północy 58 Ochotniczego Pułku Piechoty Nowego Jorku (tzw. Legionu polskiego, ang. Polish Legion) pod dowództwem Włodzimierza Krzyżanowskiego. Awansowany do stopnia podpułkownika, a wkrótce potem pułkownika, służył w pułku kawalerii z New Jersey. Wziął udział w II bitwie nad Bull Run, w której został ranny. Mimo niewyleczonej do końca rany powrócił do służby i wziął udział w bitwie pod Fredericksburgiem.
W listopadzie 1863 roku, w stopniu pułkownika, stanął na czele 2 Pułku Kawalerii z New Jersey i w składzie dywizji dowodzonej przez gen. Benjamina Griersona wziął udział w rajdzie na terytorium Tennessee i Alabamy. 2 maja kolejnego roku pod Bolivar (Tennessee) walcząc na czele 600 kawalerzystów zmusił do odwrotu po dwugodzinnej bitwie oddział legendarnego generała konfederatów Nathana Bedforda Forresta, który do tej pory uchodził za niezwyciężonego. 13 marca 1865 prezydent Abraham Lincoln za zasługi w czasie wojny awansował Kargego do stopnia generała brygady. 1 listopada 1865 roku Karge przeszedł w stan spoczynku.

### Po zakończeniu wojny
Po zakończeniu służby wojskowej prowadził zajęcia z literatury na Princeton University. Historyk James Axtell określił go jako najbardziej barwną postać na wydziale, na którym pracował. Jeden z jego współpracowników wspominał, że Karge chętniej niż o literaturze rozprawiał o taktyce wojskowej i wspominał swoje awanturnicze życie. Zmarł śmiercią naturalną. Spoczywa na Princeton Cemetery.

## Życie prywatne
Był żonaty (żona Theodosia Maria z d. Baldwin 1820–1896), miał dwóch synów – Ladislawa (ur. 1853) i Romualda (ur. 1855).

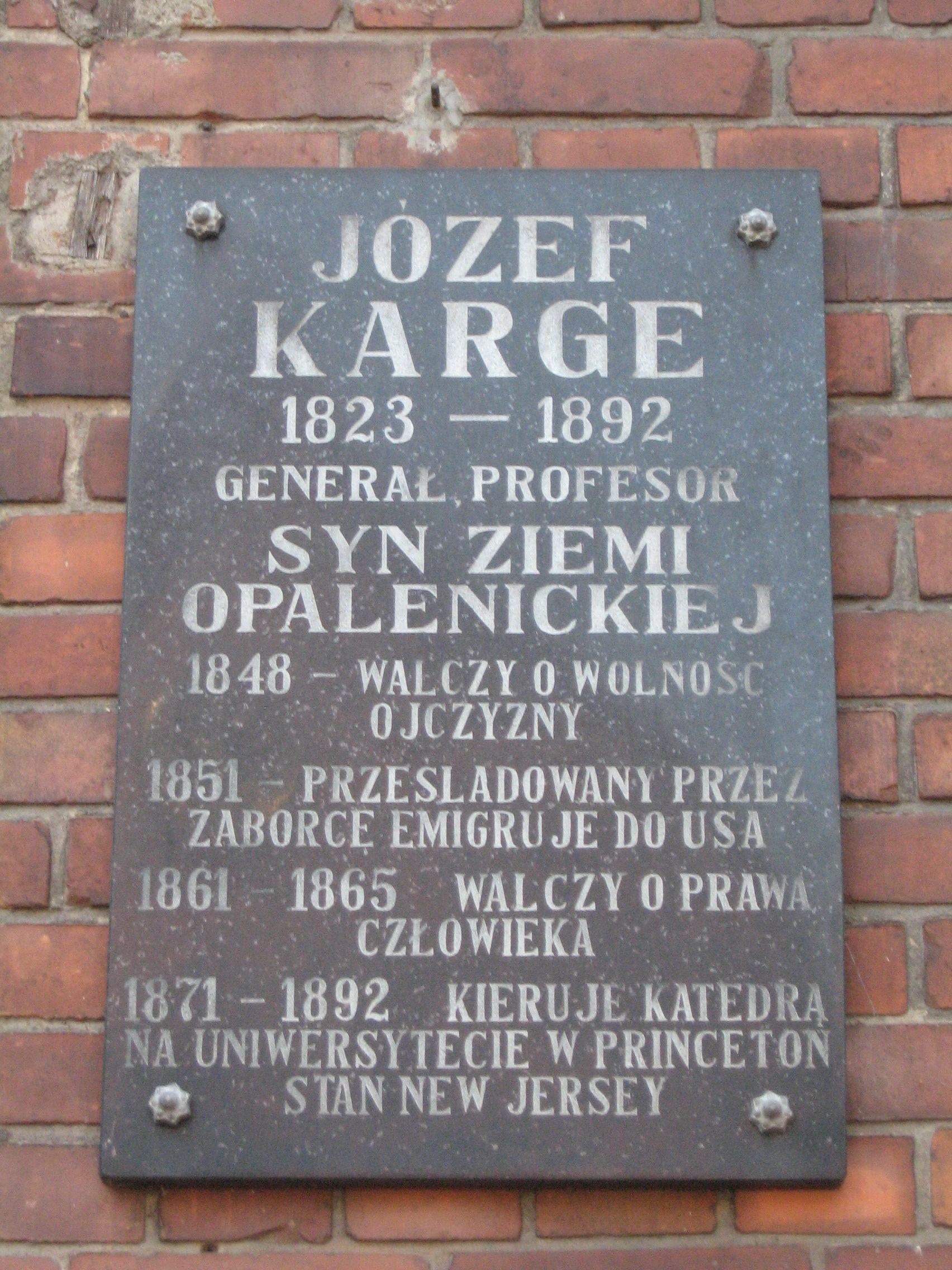
Tablica pamiątkowa w Opalenicy